# Blikanasaurus cromptoni
Blikanasaurus cromptoni ("reptil de Blikana del Dr. A.W. (Fuzz) Crompton") es la única especie conocida del género extinto Blikanasaurus de dinosaurio sauropodomorfo que vivió a finales del período Triásico, hace aproximadamente 210 millones de años, durante el Noriense, que habitó en lo que es hoy África. Los restos hallados se limitan a parte de una pata trasera. Los tobillos son inusualmente gruesos y las falanges grandes. Su nombre deriva del Monte Blikana en la Provincia del Cabo, en Sudáfrica.  Es el género tipo de la familia Blikanasauridae. El nombre de la especie es en honor del Dr. A.W. (Fuzz) Crompton, entonces director del Museo sudafricano. Se ha sugerido que podría ser sinónimo de Euskelosaurus. Habría tenido de tres a cinco metros de largo.